# Cilla Ingvar
Agnes Cecilia Ingegerd "Cilla" Henschen Ingvar Edström, ogift Ingvar, född 10 april 1931 i Lund, död 28 juli 1998 i Stockholms domkyrkodistrikt, var en svensk revyartist och programledare i Sveriges Radio.

## Biografi
Cilla Ingvar växte upp i Lund som dotter till medicinprofessorn Sven Ingvar och konsthistorikern Ingegerd Henschen-Ingvar samt syster till hjärnforskaren David H. Ingvar. Hon var även kusin till Britt G. Hallqvist. Hennes morfar var professorn i invärtesmedicin Salomon Eberhard Henschen. Hon avlade studentexamen vid  Katedralskolan i Lund, där hon spelade teater med bland andra Max von Sydow och Yvonne Lombard i skolans teaterförening Scenia. Under studierna vid Lunds universitet (filosofie kandidat 1955)  gjorde hon lycka som primadonna i flera karnevalsrevyer. Hon uppmärksammades av Karl Gerhard och medverkade i de flesta av hans revyer mellan 1955 och 1963. Hon arbetade för Knäppupp i revyerna Tillstymmelser 1956 och Ryck mig i snöret 1964. Sedan hon gift sig med Ricardo Edström drog hon sig tillbaka från rampljuset, men från 1968 var hon programledare för Sveriges Radios populära folkbildningsprogram Svar idag. 
Hon sjöng in barnskivor (Lejonungarna och Nalles poesi med texter av Britt G. Hallqvist), uppträdde som kuplettsångerska i Uno Myggan Ericsons TV-serie I Myggans vänkrets, var bisittare i Gunnar Arvidsons program Läslustan och fungerade som juryordförande för Augustpriset. Hon var även aktiv som trumpetare och framförde vid ett tillfälle en melodi komponerad av Beppe Wolgers.
Hon var sommarvärd i Sommar i P1 1967 och 1970–1972.
Cilla Ingvars näsa finns avgjuten och upphängd till beskådan i Nasoteket  på Café Athen i Lund, med ordningsnummer 13.
Hon är begravd på Tyresö begravningsplats.

## Teater

### Roller
| År   | Roll        | Produktion                                                         | Regi               | Teater       |
| ---- | ----------- | ------------------------------------------------------------------ | ------------------ | ------------ |
| 1956 | Medverkande | Knäppupp III - Tillstymmelser, revy Povel Ramel                    | Per-Martin Hamberg | Idéonteatern |
| 1959 | Medverkande | Två träd, revy Karl Gerhard                                        | Hasse Ekman        | Idéonteatern |
| 1961 | Medverkande | Ursäkta handsken, revy Karl Gerhard                                | Tage Danielsson    | Idéonteatern |
| 1964 | Medverkande | Nya ryck i snöret, revy Emil Norlander, Povel Ramel, Beppe Wolgers | Åke Falck          | Idéonteatern |